# Flik 32
La Fliegerkompanie 32 (abbreviata in Flik 32) era una delle squadriglie della Kaiserliche und Königliche Luftfahrtruppen.

## Storia

### Prima guerra mondiale
La squadriglia fu creata all'inizio del 1916 a Strasshof an der Nordbahn in Austria. Dopo essersi addestrata, il 15 agosto viene diretta al fronte rumeno al campo di aviazione vicino a Caransebeș. Nel 1917 fu trasferita al teatro italiano facendo base a Haidenschaft, San Vito di Vipacco e Sankt Veit an der Glan.
Il 5 maggio un Hansa-Brandenburg C.I viene abbattuto su Vipacco da Fulco Ruffo di Calabria della 91ª Squadriglia.
Nel maggio-giugno 1917 era a San Vito di Vipacco con 5 Hansa-Brandenburg C.I con Franz Gräser.
Il 28 maggio Luigi Olivi su Nieuport 17 sul Monte San Marco avvista il Brandenburg C.I 229.01 del korporal Paul Forgach con l'osservatore e mitragliere leutnant Anton Boeck ed insieme con lo SPAD S.VII del Maggiore Pier Ruggero Piccio, comandante del X Gruppo (10º Gruppo), lo abbattono fra Schönpaß e Paskonicze.
Il 25 luglio 1917, l'intera forza aerea fu riorganizzata; in questo processo, la squadriglia ha ricevuto compiti di ricognizione divisionale (chiamata Divisions-Kompanie 32, Flik 32D). 
Al 18 agosto 1917 era sempre a St Veit nell'Isonzo Armee al comando dell'Hptm Richard Hübner con 4 Brandenburg C I e 1 Hansa-Brandenburg D.I.
Dal 24 ottobre 1917 la Flik 32/D era sempre a St Veit nell'Isonzo Armee al comando dell'Hptm Hübner quando partecipò alla Battaglia di Caporetto. 
Il 5 dicembre l'Aspirante Amleto Degli Esposti ed il Brigadiere Ernesto Cabruna della 77ª Squadriglia aeroplani con Francesco Carabelli della 83ª Squadriglia abbattono un aereo della Flik 32 a Salgareda.
Nell'estate del 1918, partì all'aeroporto di Mansuè per la Battaglia del Solstizio. Nell'autunno del 1918 si svolse un'altra riorganizzazione sul campo di battaglia diventa da caccia (Schutzflieger- und Schlachtflieger-Kompanie 32, Flik 32S) dalla base di Santa Maria la Longa.
Al 15 ottobre 1918 era a Mansuè senza aerei.
Dopo la guerra, l'intera aviazione austriaca fu eliminata.